# スコフィールド (フリゲート)
|          | |
| 艦歴     | |
| 発注     | 1962年1月4日 |
| 起工     | 1963年4月15日 |
| 進水     | 1963年12月7日 |
| 就役     | 1968年5月11日 |
| 退役     | 1988年9月8日 |
| その後   | 1999年11月2日に標的艦として海没処分 |
| 除籍     | 1992年1月25日 |
| 性能諸元 | |
| 排水量   | 3,426トン |
| 全長     | 414 ft (126 m) |
| 全幅     | 44 ft (13 m) |
| 吃水     | 14 ft 6 in (4.4 m) |
| 機関     | フォスター・ホイーラー缶 2基 ウエスチングハウス式ギアード・タービン 1基 |
| 最大速   | 27.2ノット (50.4 km/h) |
| 航続距離 | 4,000海里 (7,000 km) |
| 乗員     | 士官14名、兵員214名 |
| 兵装     | Mk.30 12.7cm単装砲 1基 Mk.22 単装ミサイル発射機 1基（ターターSAM16発） Mk.16アスロック対潜ロケット8連装発射機 1基 45.3cm連装対潜魚雷発射機 1基（後に撤去） Mk.32 短魚雷3連装発射管 2基 |
| 搭載機   | SH-2LAMPSヘリ1機 |
| モットー | Liberte par Vigilance |

スコフィールド (USS Schofield, FFG-3) は、アメリカ海軍のミサイルフリゲート。ブルーク級ミサイルフリゲートの3番艦。艦名はフランク・ハーマン・スコフィールド海軍大将に因む。

## 艦歴
スコフィールドは1963年4月15日にワシントン州シアトルのロッキード・シップビルディング社で起工する。1963年12月7日にF・ペリー・スコフィールド夫人によって命名、進水し、1968年5月11日に艦長アール・H・グラッファム中佐の指揮下就役した。
整調後スコフィールドは母港のロングビーチ沖で、独自の訓練および第23駆逐戦隊との演習を行った。1969年に入ると第1艦隊との演習に参加し、3月の終わりに太平洋を横断、初の西太平洋配備に赴いた。
4月24日にスコフィールドは第7艦隊と合流した。5月7日、トンキン湾でボノム・リシャール (USS Bon Homme Richard, CVA-31) との作戦活動を開始する。1週間後にスービック湾入りし、維持作業の後SEATOとの共同演習、シースピリット作戦に第7艦隊の僚艦と共に参加する。演習はフランク・E・エヴァンズ (USS Frank E. Evans, DD-754) とメルボルン (HMAS Melbourne, R21) の衝突事故により6月3日に終了した。
6月17日、スコフィールドはトンキン湾に移動し7月まで留まった。7月6日に日本に向けて出航し、アメリカ海軍と海上自衛隊の共同演習に参加、その後月末に再び南シナ海に向けて出航した。
スコフィールドは27日にトンキン湾へ戻り、続く2週間にわたってキアサージ (USS Kearsarge, CV-33) と共に活動、香港を訪問した。8月22日にスービック湾に戻り、9月初めに北に移動、台湾海峡のパトロールに従事する。9月8日の夜、70カイリ離れた海域で荒天下に燃料供給不良のため航行不能となったワーブラー (USS Warbler, MSC-206) の救助に向かった。スコフィールドが到着時、ワーブラーは停止していた。しかしながら夜が明けるとスコフィールドはワーブラーを牽引して高雄に向かい、その後巡回任務に復帰した。
3日後、スコフィールドは引き続き日本へ向かい、演習に参加後香港に向かい2週間留まった。スコフィールドはステーション艦としての任務を終え、10月23日に日本に戻り、11月6日に帰国の途についた。
母港には21日に到着、その年の残りは同地に留まった。1970年1月にスコフィールドはカリフォルニア沿岸での対潜水艦戦演習を再開した。9日の早朝に部隊と空母ホーネット (USS Hornet, CVS-12) は訓練を中断し、200カイリ (370 km) 遠方で浸水した民間タンカーのコネチカット (SS Connecticut) の救助に当たった。現場に向かう途中スコフィールドはホーネットのヘリコプターに給油を行い、救助部隊と機材をタンカーに送った。二名のスコフィールド乗員、EMCS P・L・キッドと BT1 A・E・パーソネッテがタンカーに送り込まれた。タンカーの船長はその救助活動を賞賛した。
スコフィールドは午後遅くに現場に到着し、状況はコントロールされた状態であった。その夜、演習は再開された。月の半ばにスコフィールドはロングビーチへ帰還し、その後海軍造船所に入渠、作業は3月まで行われた。部隊の演習、訓練艦任務、ミサイル発射訓練および予備役兵の訓練任務が続いた。7月に再びドック入りし、主缶のオーバーホールが行われた。作業は10月に完了し、艦隊任務を再開した。
1971年1月7日、スコフィールドは西へ向けて出航した。2月までハワイ海域で演習を行い、その後西海岸に戻りアメリカ海軍とカナダ海軍の共同演習、アドミクチュアー作戦に参加した。演習でスコフィールドは、実験水中翼船ハイポイント (USS High Point, PCH-1) がヘリコプターの空中給油、航空機警戒および護衛能力を検証するための母艦任務に当たった。
演習は3月4日に完了し、その後スコフィールドはロングビーチに帰還、11日には太平洋西部に向けてカリフォルニア沿岸を出航した。第3対潜水艦戦闘グループと共に第7艦隊と26日に合流し、4月3日、4日にはベトナム海域で活動、7日にスービック湾に到着した。
5日後、部隊はシンガポールに向けて出航、インド洋での対潜水艦戦訓練に向かった。月末にスコフィールドは香港に向けて出航、11日には日本に向かった。
横須賀での修理の後、スコフィールドはアメリカ海軍による日本海での初の大規模演習に参加した。6月17日に母港に向けて出航する。北方に移動しアッツ島とカムチャッカ半島の間での対潜水艦戦演習に参加する。7月5日にロングビーチに到着、8月には初の広範囲オーバーホールを行う。9月1日、母港をサンディエゴに変更し、8日にはロングビーチ海軍造船所に入渠、作業は1972年まで続けられた。
オーバーホールは1972年6月6日に完了し、スコフィールドは新たな母港のサンディエゴに向けて出航した。続く3ヶ月間、回復訓練および様々な演習に従事し、その中には成功裡に終わった太平洋ミサイル訓練海域でのターターミサイル発射訓練も含まれた。
9月9日、スコフィールドはサンディエゴを出港し3度目の第7艦隊配備に向かった。真珠湾、ミッドウェー島、グアムおよびスービック湾での停泊の後、10月8日にトンキン湾で第77.0.1任務部隊に合流する。20日後に最初の砲撃任務が与えられ、夜通し砲撃を行った。10月30日に維持作業のため高雄に向かう。トンキン湾のステーションには11月9日に復帰し、12月8日まで任務に当たる。その後香港と佐世保を訪問し、1973年の元日に砲撃ラインに戻った。
スコフィールドは1月半ばまでピケット艦任務に従事し、その後火力支援任務に当たる。26日まで連日砲撃を行い、その後スービック湾に向かった。2月13日にヤンキー・ステーションに戻るが、停戦の成立により西太平洋での配備は1ヶ月短縮された。2月15日、横須賀に向けて出航、続いて帰路につき3月9日にサンディエゴに到着した。
4月から9月までの信頼性確認期間の間に、スコフィールドはSH-2 シースプライトヘリコプター運用のための機材が装備された。10月に海上公試を行い、11月初めに砲撃訓練を行う。23日に西太平洋に向けて出航する。
スコフィールドは真珠湾とミッドウェー島での演習に参加し、12月18日にスービック湾に到着した。4日後にシンガポールに向けて出航し、続いてインド洋に向かい監視オペレーションに従事した。任務を完了してサンディエゴに帰還したのは1974年6月6日であった。
スコフィールドは1988年9月8日に退役し、1992年1月25日に除籍された。その後1999年11月2日に標的艦として海没処分された。
スコフィールドはベトナム戦争の戦功で4個の従軍星章を受章した。